# 八幡神社 (蓮田市東)
八幡神社（はちまんじんじゃ）は、埼玉県蓮田市の神社。

## 歴史
創建年代は不明である。ただ江戸時代後期の地誌『新編武蔵風土記稿』に記載されていることから、その頃には既に存在していたものと推測される。下蓮田村の鎮守であり、歓喜院が別当寺であった。「若宮八幡宮」という別称もあった。
明治初期、近代社格制度に基づく「村社」に列せられ、1908年（明治41年）の神社合祀により、周辺の2社が合祀された。

## 交通アクセス
- 蓮田駅より徒歩10分。